# Chinon
Chinon là một xã trong tỉnh Indre-et-Loire, thuộc vùng hành chính Centre-Val de Loire của nước Pháp, có dân số là 8169 người (thời điểm 1999). Chinon nằm ở hai bên bờ sông Vienne, là một sông nhỏ đổ vào sông Loire không xa thị trấn. Chinon đã là thủ đô của đế quốc Anvegin nhưng thực chất thì đế quốc này không có thủ đô chính thức.

## Nhân khẩu học
| 1946  | 1954  | 1962  | 1968  | 1975  | 1982  | 1990  | 1999  |
| ----- | ----- | ----- | ----- | ----- | ----- | ----- | ----- |
| 6 069 | 6 743 | 7 593 | 7 735 | 8 014 | 8 622 | 8 627 | 8 716 |

## Các thành phố kết nghĩa
- Hofheim am Taunus, Đức
- Tiverton, Anh,